# Remauville
Remauville település Franciaországban, Seine-et-Marne megyében. Lakosainak száma 471 fő (2022. január 1.). Remauville Chaintreaux, Lorrez-le-Bocage-Préaux, Nanteau-sur-Lunain, Paley és Poligny községekkel határos.

## Népesség
A település népessége az elmúlt években az alábbi módon változott:
| Lakosok száma | 471  | 463  | 468  | 459  | 463  | 466  | 468  | 469  | 471  |
|               | 2013 | 2015 | 2016 | 2017 | 2018 | 2019 | 2020 | 2021 | 2022 |